# Carl Lovsted
Carl Martin Lovsted, Jr., född 4 april 1930 i Manila, död 8 november 2013 i Bellevue, var en amerikansk roddare.
Lovsted blev olympisk bronsmedaljör i fyra med styrman vid sommarspelen 1952 i Helsingfors.